# Seznam dílů seriálu Vzpomínky
Toto je seznam dílů seriálu Vzpomínky. Americké kriminální drama Vzpomínky vytvořili Ed Redlich a John Bellucci pro americkou stanici CBS. Seriál je založen na novele J. Roberta Lennona The Rememberer. Poppy Montgomery v něm hraje Carrie Wellsovou, která trpí zvláštní nemocí (hyperthymesie), díky níž je schopná si zapamatovat kterýkoliv okamžik svého života. Českým divákům seriál nabídla nejprve kabelová televize AXN a od 4. června 2013 také TV Nova (v repríze též Nova Cinema).

## Přehled řad
| Řada | Díly | Premiéra v USA     | Premiéra v USA | Premiéra v ČR  | Premiéra v ČR   |
| Řada | Díly | První díl          | Poslední díl   | První díl      | Poslední díl    |
| ---- | ---- | ------------------ | -------------- | -------------- | --------------- |
| 1    | 22   | 20. září 2011      | 8. května 2012 | 4. června 2013 | 29. října 2013  |
| 2    | 13   | 28. července 2013  | 9. května 2014 | 3. února 2014  | 19. února 2014  |
| 3    | 13   | 29. června 2014    | 14. září 2014  | 15. ledna 2015 | 2. února 2015   |
| 4    | 13   | 27. listopadu 2015 | 22. ledna 2016 | 4. března 2016 | 27. května 2016 |

## Seznam dílů

### První řada (2011–2012)
| Č. v seriálu | Č. v řadě | Původní název        | Český název          | Režie             | Scénář                           | Premiéra v USA     | Premiéra na TV Nova | Sledovanost v USA (v mil.) | Sledovanost v ČR (v mil.) |
| ------------ | --------- | -------------------- | -------------------- | ----------------- | -------------------------------- | ------------------ | ------------------- | -------------------------- | ------------------------- |
| 1            | 1         | Pilot                | Pilot                | Niels Arden Oplev | Ed Redlich a John Bellucci       | 20. září 2011      | 4. června 2013      | 14,09                      | —                         |
| 2            | 2         | Heroes               | Hrdinové             | Niels Arden Oplev | Sherri Cooper a Jennifer Levin   | 27. září 2011      | 11. června 2013     | 12,43                      | 0,262                     |
| 3            | 3         | Check Out Time       | Čas vraždy           | John Coles        | Joan B. Weiss                    | 4. října 2011      | 18. června 2013     | 11,58                      | —                         |
| 4            | 4         | Up In Flames         | Po výbuchu           | Martha Mitchell   | Michael Foley a Erik Oleson      | 11. října 2011     | 25. června 2013     | 11,72                      | —                         |
| 5            | 5         | With Honor           | Se ctí               | Peter Werner      | Erik Oleson                      | 18. října 2011     | 2. července 2013    | 11,88                      | —                         |
| 6            | 6         | Friended             | Přítel či nepřítel   | Niels Arden Oplev | Sherri Cooper a Jennifer Levin   | 25. října 2011     | 9. července 2013    | 11,25                      | —                         |
| 7            | 7         | Road Block           | Překážka             | Jean de Segonzac  | Heather Bellson a Christal Henry | 1. listopadu 2011  | 16. července 2013   | 11,34                      | —                         |
| 8            | 8         | Lost Things          | Ztracené věci        | John Showalter    | Jan Nash                         | 8. listopadu 2011  | 23. července 2013   | 11,72                      | —                         |
| 9            | 9         | Golden Bird          | Zlatý pták           | Paul Holahan      | Michael Foley                    | 15. listopadu 2011 | 30. července 2013   | 11,37                      | —                         |
| 10           | 10        | Trajectories         | Trajektorie          | Anna Foerster     | Erik Oleson                      | 22. listopadu 2011 | 6. srpna 2013       | 10,42                      | —                         |
| 11           | 11        | Spirited Away        | bude oznámeno        | Karen Gaviola     | Joan B. Weiss                    | 13. prosince 2011  | 13. srpna 2013      | 11,30                      | —                         |
| 12           | 12        | Butterfly Effect     | Lavinový efekt       | Jace Alexander    | Sam Montgomery                   | 3. ledna 2012      | 20. srpna 2013      | 11,88                      | —                         |
| 13           | 13        | Brotherhood          | Bratrstvo            | John Coles        | Jim Adler                        | 10. ledna 2012     | 27. srpna 2013      | 11,20                      | —                         |
| 14           | 14        | Carrie's Caller      | Nepřítel na telefonu | Aaron Lipstadt    | Ed Redlich a John Bellucci       | 7. února 2012      | 3. září 2013        | 11,86                      | 0,210                     |
| 15           | 15        | The Following Sea    | Správné proudy       | Oz Scott          | Jan Nash a Michael Foley         | 14. února 2012     | 10. září 2013       | 11,03                      | —                         |
| 16           | 16        | Heartbreak           | Zlomené srdce        | Anna Foerster     | Spencer Hudnut                   | 21. února 2012     | 17. září 2013       | 10,70                      | —                         |
| 17           | 17        | Blind Alleys         | Slepé uličky         | Peter Werner      | Erik Oleson a Heather Bellson    | 28. února 2012     | 24. září 2013       | 9,93                       | 0,211                     |
| 18           | 18        | The Comeback         | Návrat               | Jean de Segonzac  | Michael Foley a Christal Henry   | 20. března 2012    | 1. října 2013       | 11,32                      | 0,215                     |
| 19           | 19        | Allegiances          | Loajalita            | Oz Scott          | Joan B. Weiss                    | 27. března 2012    | 8. října 2013       | 10,51                      | —                         |
| 20           | 20        | You Are Here         | Jste tady            | Jean de Segonzac  | Jim Adler                        | 10. dubna 2012     | 15. října 2013      | 9,45                       | —                         |
| 21           | 21        | Endgame              | Zakončení            | Ken Girotti       | Jan Nash a Steven Maeda          | 1. května 2012     | 22. října 2013      | 10,66                      | —                         |
| 22           | 22        | The Man in the Woods | Muž v lese           | John Coles        | Ed Redlich a John Bellucci       | 8. května 2012     | 29. října 2013      | 10,84                      | —                         |

### Druhá řada (2013–2014)
Televize CBS původně v květnu 2012 ohlásila ukončení seriálu, aby své rozhodnutí vzápětí přehodnotila a oznámila přípravu 13dílné druhé řady. Po sedmi odvysílaných dílech CBS v září 2013 její vysílání přerušila a zbylých šest dílů zařadila do programu až od dubna 2014. V Evropě vysílání pokračovalo už od ledna téhož roku, takže i česká premiéra na TV Nova proběhla dříve než americká na CBS.
| Č. v seriálu | Č. v řadě | Původní název      | Český název              | Režie             | Scénář                     | Premiéra v USA    | Premiéra na TV Nova | Sledovanost v USA (v mil.) |
| ------------ | --------- | ------------------ | ------------------------ | ----------------- | -------------------------- | ----------------- | ------------------- | -------------------------- |
| 23           | 1         | Bigtime            | Velká šance              | Jean de Segonzac  | Ed Redlich a John Bellucci | 28. července 2013 | 3. února 2014       | 7,15                       |
| 24           | 2         | Incognito          | V přestrojení            | Seith Mann        | Spencer Hudnut             | 4. srpna 2013     | 4. února 2014       | 7,10                       |
| 25           | 3         | Day of the Jackie  | Den Jackie               | Paul Holohan      | Wendy Battles              | 11. srpna 2013    | 5. února 2014       | 6,88                       |
| 26           | 4         | Memory Kings       | Králové paměti           | Peter Werner      | Sam Montgomery             | 18. srpna 2013    | 6. února 2014       | 6,57                       |
| 27           | 5         | Past Tense         | Čas minulý               | Matt Earl Beesley | Barry Schindel             | 25. srpna 2013    | 7. února 2014       | 6,80                       |
| 28           | 6         | Line Up or Shut Up | bude oznámeno            | Peter Werner      | Sam Montgomery             | 1. září 2013      | 10. února 2014      | 6,94                       |
| 29           | 7         | Maps and Legends   | Mapy a legendy           | Jean de Segonzac  | Quinton Peeples            | 8. září 2013      | 11. února 2014      | 5,76                       |
| 30           | 10        | Till Death         | Dokud nás smrt nerozdělí | David Platt       | Barry M. Schkolnick        | 4. dubna 2014     | 12. února 2014      | 7,32                       |
| 31           | 12        | Flesh and Blood    | Krev není voda           | Oz Scott          | Wendy Battles              | 11. dubna 2014    | 13. února 2014      | 7,59                       |
| 32           | 8         | Manhunt            | Hon na vraha             | Jan Eliasberg     | Barry Schindel             | 18. dubna 2014    | 14. února 2014      | 7,17                       |
| 33           | 9         | East of Islip      | Na východ od Islipu      | Rick Bota         | Spencer Hudnut             | 25. dubna 2014    | 17. února 2014      | 7,64                       |
| 34           | 11        | Omega Hour         | Poslední hodina          | Jean de Segonzac  | Bill Chais                 | 2. května 2014    | 18. února 2014      | 7,59                       |
| 35           | 13        | Reunion            | Setkání po letech        | Paul Holahan      | John Bellucci a Bill Chais | 9. května 2014    | 19. února 2014      | 7,26                       |

### Třetí řada (2014)
| Č. v seriálu | Č. v řadě | Původní název    | Český název        | Režie             | Scénář                                              | Premiéra v USA    | Premiéra na TV Nova | Sledovanost v USA (v mil.) |
| ------------ | --------- | ---------------- | ------------------ | ----------------- | --------------------------------------------------- | ----------------- | ------------------- | -------------------------- |
| 36           | 1         | New Hundred      | Nová stovka        | Peter Werner      | námět: Ed Decter scénář: Ed Decter a Spencer Hudnut | 29. června 2014   | 15. ledna 2015      | 6,22                       |
| 37           | 2         | The Combination  | Kombinace          | Matt Earl Beesley | Daniele Nathanson                                   | 6. července 2014  | 16. ledna 2015      | 6,20                       |
| 38           | 3         | The Haircut      | Účes               | Matthew Penn      | Quinton Peeples                                     | 13. července 2014 | 19. ledna 2015      | 6,02                       |
| 39           | 4         | Cashing Out      | Vždy jde o peníze  | Jean de Segonzac  | Spencer Hudnut                                      | 20. července 2014 | 20. ledna 2015      | 6,39                       |
| 40           | 5         | A Moveable Feast | Hostina na vodě    | Andy Wolk         | Gina Gold a Aurorae Khoo                            | 27. července 2014 | 21. ledna 2015      | 6,45                       |
| 41           | 6         | Stray Bullet     | Zbloudilá kulka    | Christine Moore   | Michael Reisz                                       | 3. srpna 2014     | 22. ledna 2015      | 5,67                       |
| 42           | 7         | Throwing Shade   | Dlouhý stín        | Paul Holahan      | Michael Reisz                                       | 17. srpna 2014    | 23. ledna 2015      | 6,28                       |
| 43           | 8         | The Island       | Ostrov             | Oz Scott          | Michael Reisz                                       | 24. srpna 2014    | 26. ledna 2015      | 6,39                       |
| 44           | 9         | Admissions       | Přiznání a přijetí | Michael Pressman  | Sean Crouch                                         | 30. srpna 2014    | 27. ledna 2015      | 4,14                       |
| 45           | 10        | Fire and Ice     | Oheň a led         | Darnell Martin    | námět: Ed Decter scénář: Quinton Peeples            | 31. srpna 2014    | 28. ledna 2015      | 6,02                       |
| 46           | 11        | True Identity    | Pravá identita     | Nick Gomez        | Sean Crouch a Daniele Nathanson                     | 7. září 2014      | 29. ledna 2015      | 6,97                       |
| 47           | 12        | Moving On        | Lidé se mění       | Paul Holohan      | námět: Louisa Hill scénář: Spencer Hudnut           | 14. září 2014     | 30. ledna 2015      | 6,45                       |
| 48           | 13        | DOA              | Mrtvý či živý      | Matt Earl Beesley | Quinton Peeples                                     | 14. září 2014     | 2. února 2015       | 5,78                       |

### Čtvrtá řada (2015–2016)
| Č. v seriálu | Č. v řadě | Původní název          | Český název       | Režie             | Scénář                                               | Premiéra v USA     | Premiéra v ČR   |
| ------------ | --------- | ---------------------- | ----------------- | ----------------- | ---------------------------------------------------- | ------------------ | --------------- |
| 49           | 1         | Blast from the Past    | Závan minulosti   | Matt Earl Beesley | námět: Ed Redlich a John Bellucci scénář: Bill Chais | 27. listopadu 2015 | 4. března 2016  |
| 50           | 2         | Gut Check              | Ten pocit v břiše | Jace Alexander    | Spencer Hudnut                                       | 27. listopadu 2015 | 11. března 2016 |
| 51           | 3         | Behind The Beat        | Ukryto v rytmu    | Matt Earl Beesley | Karen Campbell                                       | 4. prosince 2015   | 18. března 2016 |
| 52           | 4         | Dollars and Scents     | Dolary a vůně     | Paul Holahan      | Timothy J. Lea                                       | 11. prosince 2015  | 25. března 2016 |
| 53           | 5         | All In                 | Sázím vše         | Jean de Segonzac  | Bill Chais a Spencer Hudnut                          | 18. prosince 2015  | 1. dubna 2016   |
| 54           | 6         | The Return of Eddie    | Návrat Eddiho     | Paul Holahan      | Emmy Grinwis                                         | 1. ledna 2016      | 8. dubna 2016   |
| 55           | 7         | We Can Be Heroes       | Můžeme být hrdiny | Laura Belsey      | John Paul Roche                                      | 8. ledna 2016      | 15. dubna 2016  |
| 56           | 8         | Breathing Space        | Poslední nádech   | Oz Scott          | Louisa Hill                                          | 15. ledna 2016     | 22. dubna 2016  |
| 57           | 9         | Shelter from the Storm | Úkryt před bouří  | Andy Wolk         | Timothy J. Lea a Karen Campbell                      | 15. ledna 2016     | 29. dubna 2016  |
| 58           | 10        | Game On                |                   | Kate Woods        | Jeff Pfeiffer                                        | 22. ledna 2016     | 6. května 2016  |
| 59           | 11        | About Face             |                   | David Platt       | Jacob Copithorne                                     | 22. ledna 2016     | 13. května 2016 |
| 60           | 12        | Bad Company            |                   | Jamie Sheridan    | Bill Chais                                           | 22. ledna 2016     | 20. května 2016 |
| 61           | 13        | Paranoid Android       |                   | Matt Earl Beesley | Spencer Hudnut                                       | 22. ledna 2016     | 27. května 2016 |